# Sonia Tumiotto
Sonia Tumiotto (sinh ngày 14 tháng 7 năm 2001) là một vận động viên bơi lội người Tanzania. Cô đã tham gia cuộc thi tự do 100 mét nữ và các nội dung tự do 200 mét nữ tại Giải vô địch thể thao dưới nước thế giới 2017.